# Син флаг
Синият флаг е екологична награда, въведена от 1987 г.
Дава се на плажове и яхтени пристанища, където се полагат специални усилия при опазването на околната среда. За да получат син флаг, управляващите тези плажове и яхтени пристанища, в т.ч. и хората, които ги посещават, трябва да изпълнят 32 критерии, свързани с качеството на морската вода, екологичната информация и екологичното образование, безопасността, услугите и удобствата им, както и за защита на природата, на брега и крайбрежната зона.
Плажовете и яхтените пристанища със син флаг са чисти и сигурни, със съхранена околна среда.
Синият флаг се присъжда от Фондацията за екологично образование (на английски: Foundation for Environmental Education – FEE), която е неправителствена организация, в която членуват национални организации от 49 държави от Европа, Америка, Африка, Океания и Карибите.
Броят на плажовете с присъдени Сини флагове зависи пряко от степента на развитие на туризма и интереса към един район или една държава. Пример за това са първенците в класацията – Испания, Гърция, Франция, Турция, Италия, Португалия, които имат най-много флагове. Например в Гърция те са над 500. В България движението „Син флаг“ ежегодно сертифицира плажовете и яхтените пристанища, които отговарят на световните изисквания.
| 2019 г. – 14 плажа - Албена - Бялата Лагуна - Дюни - Елените - Златни пясъци - Несебър Юг - Оазис - Поморие Изток - Свети Влас Нов - Слънчев бряг Север - Слънчев бряг Централен - Слънчев бряг Юг - Слънчев ден - Созопол Харманите | 2020 г. – 15 плажа - Албена - Аркутино - Бялата Лагуна - Дюни - Дюни Юг - Златни пясъци - Несебър Юг - Поморие Изток - Свети Влас Нов - Слънчев бряг Север - Слънчев бряг Централен - Слънчев бряг Юг - Слънчев ден - Созопол Харманите - Созопол Централен | 2021 г. – 13 плажа - Аркутино - Дюни - Дюни Юг - Златни пясъци - Несебър Юг - Поморие Изток - Свети Влас Нов - Слънчев бряг Север - Слънчев бряг Централен - Слънчев бряг Юг - Слънчев ден - Созопол Харманите - Созопол Централен |